# Muhammad Osman Said
Muhammad Osman Said (Fezán, Libia; 17 de octubre de 1924-Rabat, Marruecos; 31 de diciembre de 2007) fue un político libio.
Ocupó el cargo de Primer ministro de Libia, desde octubre de 1960 a marzo de 1963.

## Biografía
Mohammed Osman al-Said nació el 17 de octubre de 1924, en Zaouia Moutasarrifya Brak, una aldea en la región de Fezzane, al sur de Libia.
En las difíciles condiciones causadas por la ocupación italiana, Mohammed Othmane Assed aprendió el Corán en 1928, es decir, a la edad de 13 años. Le siguen muchos eruditos teólogos con otros compañeros de clase.
Después de la independencia de Libia, Mohammed Othmane Assed fue nombrado ministro de Salud Pública en 1951 y permaneció hasta 1958. Hizo muchos proyectos durante este período.
Es nombrado ministro de Economía del 15 de febrero de 1960 en el gobierno de Ka'bar. Luego fue transferido en septiembre de 1960 al Ministerio de Finanzas.
Fue el padre de nueve hijos.
Falleció en Marruecos, el 31 de diciembre de 2007 a la edad de 83 años.